# Maria Borelius
Maria Sigrid Astrid Borelius (ur. 6 lipca 1960 w Täby) – szwedzka polityk, dziennikarka, przedsiębiorca i działaczka społeczna, w październiku 2006 minister handlu zagranicznego.

## Życiorys
Z wykształcenia dziennikarka. W 1984 ukończyła studia na Uniwersytecie w Lund. W 1986 uzyskała magisterium na New York University. Pracowała jako dziennikarka i prezenterka w Sveriges Television, m.in. prowadziła programy naukowe Nova, Vetenskapens värld i Vetandets värld. Była publicystką dziennika „Dagens Industri”. Zajmowała się również działalnością gospodarczą w branży komunikacyjnej, wchodziła w skład organów zarządzających lub nadzorczych różnych firm (w tym Active Biotech, Sweco i Telelogic). Współtworzyła telewizję i przedsiębiorstwo e-learningowe K-world. Publikowała książki poświęcone medycynie popularnej.
Dołączyła do Umiarkowanej Partii Koalicyjnej. W wyborach w 2006 z jej ramienia uzyskała mandat posłanki do Riksdagu. 6 października 2006 objęła stanowisko ministra handlu zagranicznego w Ministerstwie Spraw Zagranicznych w rządzie Fredrika Reinfeldta. Ustąpiła 14 października tego samego roku, gdy ujawniono, że w latach 90. nie odprowadzała stosownych podatków związanych z zatrudnianymi opiekunkami do dzieci.
Pracowała następnie w przedsiębiorstwie konsultingowym Sancroft w Londynie. Pełniła funkcję wiceprzewodniczącej brytyjskiej organizacji charytatywnej Hand in Hand International. W 2013 dołączyła do rady doradczej paneuropejskiego think tanku Open Europe.